# Кейси (окръг, Кентъки)
Окръг Кейси (на английски: Casey County) е окръг в щата Кентъки, Съединени американски щати. Площта му е 1155 km², а населението - 15 447 души (2000). Административен център е град Либърти.